# Paracles romani
Paracles romani är en fjärilsart som beskrevs av Felix Bryk 1953. Paracles romani ingår i släktet Paracles och familjen björnspinnare. Inga underarter finns listade i Catalogue of Life.